# Žrnovska Banja
Žrnovska Banja je vesnice a přímořské letovisko v Chorvatsku v Dubrovnicko-neretvanské župě. Nachází se na severním pobřeží ostrova Korčula a je součástí opčiny města Korčula, od něhož se nachází asi 3 km západně. Vzhledem k tomu, že je Žrnovska Banja (spolu s Medvinjakem a vesnicí Tri Žala) pouze přímořskou částí sídla Žrnovo, které neleží u moře, není, jako u mnoha jiných sídel na ostrově Korčula, znám počet obyvatel.
Žrnovska Banja leží u zátoky Luka Banja. Nachází se zde přístav, stejnojmenná oblázková pláž a v místní části Vrbovica u stejnojmenné zátoky se nachází kemp. Vesnicí prochází župní silnice Ž6224. Sousedními letovisky jsou Tri Žala a Medvinjak.